# Traduções da Bíblia em língua portuguesa
Diferentes traduções da Bíblia em Língua Portuguesa foram feitas ao longo da história. A tradução mais antiga conhecida é a do Pastor Protestante João Ferreira de Almeida, datada de 1681.As principais traduções católicas da Bíblia para o português, com os 73 livros discernidos são a Bíblia de Jerusalém, a Bíblia da CNBB, a Bíblia do Peregrino e a Bíblia Ave Maria.                          
Ainda que os temas bíblicos tenham sido substância formativa essencial da cultura portuguesa, é tardia a composição nesse idioma de uma tradução integral da Bíblia, em comparação com as demais línguas europeias. Os primórdios da transmissão escrita do "Texto Sagrado" em português, paralelamente ao seu uso litúrgico tradicional em latim, relacionam-se à progressiva aceitação social do vernáculo como língua de cultura, no período baixo-medieval.                                                                                                                                                         
E mesmo que a oficialização da língua vulgar pela Monarquia Portuguesa remonte a fins do século XIII, durante o reinado de D. Dinis, a escritora Carolina Michaëlis de Vasconcelos (1851-1925), por exemplo, pôde sentenciar categoricamente que, no período medieval, “A Literatura Portuguesa, em matéria de traduções Bíblicas, é de uma pobreza desesperadora”. A primeira tradução completa da Bíblia em língua portuguesa foi composta a partir de meados do século XVII, em regiões específicas do Sudeste Asiático sob o domínio da Companhia Holandesa das Índias Orientais.
Já o Padre António Pereira de Figueiredo fez a primeira tradução católica da Bíblia a partir da Vulgata Latina. O principal responsável por seu processo de elaboração foi João Ferreira Annes d'Almeida (c. 1628-1691), natural do Reino de Portugal, mas residente entre os Holandeses desde a juventude. A primeira edição de sua tradução do Novo Testamento foi impressa em Amsterdã, no ano de 1681 ao passo que os livros do Antigo Testamento foram publicados somente a partir do século XVIII, em Tharangambadi e Batávia.

## Histórico das Traduções da Bíblia
A tradução feita pelo Pastor João Ferreira de Almeida é considerada um marco na história da Bíblia em Português porque foi a primeira tradução do Novo Testamento (NT) a partir das línguas originais.                                                                                                                                                 
"Anteriormente supunha-se que havia versões do Pentateuco que teriam sido traduzidas do Hebraico."                                                                                                            
De acordo com esses registros, em 1642, aos 14 anos, João Ferreira de Almeida teria deixado Portugal para viver em Malaca (Malásia) e na ocasião haveria ingressado no Protestantismo, vindo do Catolicismo, onde transferira-se com a intenção de trabalhar na Igreja Reformada Holandesa local. 
A conversão de João Ferreira de Almeida ao Protestantismo ocorreu a partir da leitura de um panfleto Espanhol intitulado "Diferença da Cristandade". (vide pdf )
Em 1683, na cidade de Batávia, apareceu algo como uma “Segunda Impressão” do Novo Testamento de 1681.                                                                          
Era uma edição corrigida à mão, com nova folha de rosto e uma advertência ao leitor, em duas páginas, escrita por Almeida.
Sobre o Novo Testamento de 1681, a Biblioteca Nacional de Lisboa possui o único exemplar conhecido no mundo que é corrigido à mão pelo próprio Almeida. 
Esta obra foi a única que Almeida viu publicada, pois faleceu em 1691.
O Padre António Pereira de Figueiredo fez a primeira tradução católica da Bíblia a partir da Vulgata Latina, publicando o Novo Testamento, entre 1778 e 1781 em seis volumes. O Antigo Testamento foi publicado entre 1782 e 1790 em 17 volumes, tendo a Bíblia, ao todo, 23 volumes. Uma versão mais reduzida (em sete volumes), é considerada padrão, e foi publicada em 1819. A versão em volume único só foi publicada em 1821.
Traduções da Bíblia Sagrada atuais que usam o Texto Crítico como base são: 
- NVI (Nova Versão Internacional),

- NVT (Nova Versão Transformadora),

- ARA (Almeida Revista e Atualizada),

- KJA (King James Atualizada – versão em português baseada vagamente na versão inglesa),

- NTLH (Nova Tradução na Linguagem de Hoje),

- NAA (Nova Almeida Atualizada),

- dentre outras.[6]

Em 2010 foi publicada e impressa a Tradução Brasileira pela Sociedade Bíblica do Brasil, com "Grafia e Português Atualizado", de acordo com o Novo Acordo Ortográfico.

## Traduções Católicas da Bíblia
As principais traduções Católicas da Bíblia, para Português, são as do Padre António Pereira de Figueiredo (1778-1790), Pe. Matos Soares (1932), a Bíblia da CNBB, a Bíblia do Peregrino e a Bíblia Ave Maria. 